# Artemis Entreri
Artemis Entreri es un personaje de ficción originario del mundo de fantasía Reinos Olvidados (escenario de campaña del conocido juego de rol llamado Dungeons & Dragons). Artemis es un personaje creado por R.A. Salvatore en su saga de novelas sobre el Elfo Oscuro Drizzt Do'Urden. Este enigmático y despiadado asesino es el idéntico reflejo oscuro del heroico Drizzt. Posee una pericia con las armas prácticamente igual a la del drow a lo que hay que añadir cualquier otro truco que este taimado personaje sea capaz de añadir en un combate con tal de obtener un rápido y efectivo beneficio.
Combate con la garra de Charon y una daga empedrada, ambas con propiedades mágicas. La daga tiene la virtud de absorber la vida de la criatura atacada y traspasársela a su portador, curando sus heridas al instante si las tuviera. La espada es una poderosa arma sensitiva, que consume a su portador a menos que sea capaz de dominarla. Artemis posee la fama de ser el mejor y más profesional asesino de todo Faerûn.

## Historia
Nacido en Memnon, pasó su infancia en esa gran y pobre ciudad. A una tierna edad, su madre le vendió a unos comerciantes con los cuales llegó a la enorme ciudad de Calimport, donde ya desde pequeño comenzó a demostrar sus artes en el manejo de la espada. Desde un ladrón de poca monta, llegó a ser el asesino más temible de la ciudad, al que se rifaban las cofradías principales. Si le asignaban un objetivo, éste podía darse por muerto.
Un día, a las órdenes del Bajá Pook, recibió la orden de secuestrar a Regis, un mediano que había robado una de las gemas brillantes de su jefe, que poseía la propiedad de influir en la mente de los demás. Así acabó en el Valle del Viento Helado, desde donde partió en busca de su objetivo, pero tuvo que enfrentarse a quien sería su peor enemigo: nada menos que un elfo drow conocido como Drizzt Do'Urden. Tuvieron varios enfrentamientos, pero en ninguno de ellos consiguieron acabar su lucha. Desde entonces, Entreri siente un fuerte odio por el drow.
Con motivo del primer ataque a Mithril Hall, otro drow, Jarlaxle, contactó con él y le ofreció el tan ansioso combate entre Drizzt y él para demostrar quien de los dos era el mejor espadachín. Para ello secuestró a Regis y se hizo pasar por él con una máscara mágica. Tuvieron varias luchas durante ese (fallido) ataque y Entreri quedó muy malherido, pero Jarlaxle le rescató y le llevó a la ciudad subterránea de Menzoberranzan.
En esa ciudad cambió completamente su forma de pensar, ya que pasó de ser el asesino más temido a estar por debajo de todos los habitantes drow solo por su raza; pero tuvo suerte en su empeño, porque Drizzt quiso lanzar un ataque suicida y el humano le venció, aunque el drow estaba agotado. A pesar del odio que sentía por Drizzt, aceptó la insinuación de Jarlaxle de que ambos podrían irse de la ciudad si se ayudaban mutuamente en ello.
Ya de regreso a Calimport, y tras años de búsqueda, había perdido todo su crédito, así que trató de escalar posiciones de nuevo, pero ya no tenía el mismo interés. Cuando contactó por tercera vez con Jarlaxle, este le "ofreció" ser la cabeza de su organización (Bregan D'aerthe) en Calimport, pero dado el poco interés que parecía tener en la lucha, le ofreció lo que siempre había deseado: una lucha a muerte, cara a cara con Drizzt Do'Urden y sin ayuda de ningún objeto mágico (para lo que se ayudó de su recién adquirida piedra de cristal mágica, denominada Crenshinibon).
La pelea fue larga a la vez que complicada, pero un golpe de suerte hizo que en un intercambio de golpes Drizzt saliera favorecido al dejar a Entreri sin la visión de un ojo, tras lo cual Drizzt ganó, pero un psiónico obligó a Entreri a asesinarle por la espalda (o eso creía, ya que Drizzt fue curado más tarde y liberado, seguro de que su eterno rival ya no querría más enfrentamientos).
Tras la adquisición del artefacto, Jarlaxle, por primera vez en su vida, comenzó a cometer errores debido a las enormes ansias de poder que el objeto le metía en el cerebro. Ayudado por Entreri, ambos huyeron con la piedra y la llevaron al clérigo Cadderly, el único capaz de destruirla.
Vagó durante un tiempo con Jarlaxle por las tierras de Vaasa haciendo pequeñas misiones como mercenario de las hermanas dragón. Su posición de asesino y la maestría de su amigo drow le llevaron a ser coronado rey por solo unos pequeños instantes, gobernando como títere de Jarlaxle un castillo arrebatado a un Dracolich que venció, pero tuvo como consecuencia el tener que dejar para siempre las tierras de Vaasa. Las hermanas dragón les llevaron lo más lejos que pudieron y se encaminó a su ciudad natal donde dejó para siempre a Jarlaxle
Durante el tiempo que paso en Vaasa se enamoró de una semielfa, que más tarde le intento matar y se hizo compañero de viajes del enano Athrogate, del cual no soportaba sus rimas constantes